# Saint-Sauveur-la-Vallée
Saint-Sauveur-la-Vallée ist eine ehemalige französische Gemeinde mit 50 Einwohnern (Stand: 1. Januar 2022) im Département Lot in der Region Okzitanien. Sie gehörte zum Arrondissement Gourdon und zum Kanton Causse et Vallées. Die Bewohner nennen sich Salvadoriens.
Saint-Sauveur-la-Vallée wurde mit Wirkung vom 1. Januar 2016 mit den Gemeinden Beaumat, Labastide-Murat, Fontanes-du-Causse und Vaillac in der Commune nouvelle Cœur de Causse zusammengeschlossen und übt seither die Funktion einer Commune déléguée aus.

## Lage
Nachbarorte sind Labastide-Murat im Norden, Soulomès im Osten, Saint-Cernin im Südosten, Saint-Martin-de-Vers im Süden und Lamothe-Cassel im Westen.

## Bevölkerungsentwicklung
| Jahr      | 1962 | 1968 | 1975 | 1982 | 1990 | 1999 | 2006 | 2013 |
| --------- | ---- | ---- | ---- | ---- | ---- | ---- | ---- | ---- |
| Einwohner | 90   | 83   | 77   | 68   | 46   | 39   | 53   | 42   |